# 西藏高山紫堇
西藏高山紫堇（学名：Corydalis tibetoalpina）为罂粟科紫堇属下的一个种。

## 扩展阅读
- 維基物種上的相關：西藏高山紫堇